# Razbiti Kotiol
Razbiti Kotiol (del ruso: Разбитый Котёл) es un seló del distrito de Lázarevskoye de la unidad municipal de la ciudad de Sochi del krai de Krasnodar, en el sur de Rusia. Está situado en las colinas de la orilla izquierda del Vostochni Dagomýs, 11 km al norte de Sochi y 162 km al sureste de Krasnodar, la capital del krai. Tenía 405 habitantes en 2010.
Pertenece al ókrug rural Vólkovski.

## Historia
Aparece ya como localidad en los registros del ókrug de Sochi de la gubernia de Chernomore de enero de 1917. Perteneció entre el 26 de diciembre de 1962 y el 16 de enero de 1965 al raión de Tuapsé.

## Transporte
Siete kilómetros al suroeste de la localidad se halla la plataforma ferroviaria de Mamaika en la línea Tuapsé-Sujumi de la red del ferrocarril del Cáucaso Norte. Asimismo por la localidad anterior pasa la carretera federal M27 Dzhubga-frontera abjasa.